# 札幌理工学院
札幌理工学院（さっぽろりこうがくいん）とは、北海道江別市野幌若葉町85-1にあった私立の専門学校である。北海道測量専門学校の略称は測専。札幌理工学院専門学校以降は略称不明。

## 概要
北海道知事認可の専門学校。1973年4月、北海道の開発を担う人材育成に資するため、地元の建設業界・建築業界の強い要請により、財団法人全国建設研修センター付属の建設技術教育に関する専門学校である「北海道測量専門学校」として開校。
卒業と同時に測量士補を、2年実務経験で測量士を取得できる資格が特徴だった。ほかにも小型車両系建設機械（整地・運搬・積込み用及び掘削用）の運転、移動式クレーンの運転の業務に係る特別教育（つり上げ荷重1トン未満）、玉掛けの業務に係る特別教育（つり上げ荷重1トン未満のクレーン等にかかわる作業）、福祉住環境コーディネーター、インテリアコーディネーターなど、在学中の資格取得体制に力を入れていた。
廃止直前の就職率は100パーセント（公式サイトより）だったが、民間企業の通信教育充実・資格予備校など競合他社の出現や、少子化の影響により学生の減少に歯止めが掛からず、2013年3月をもって閉校した。授業の半分以上は実習に費やされていた。閉校後の跡地には2018年に「愛隣チャペルキリスト教会」が入居している。

## 沿革
- 1973年：北海道測量専門学校として開校。測量科を開設
- 1974年：製図科を開設。岩見沢市宝水町に測量実習場と実習用宿舎を設置
- 1976年：北海道知事より専修学校設置認可
- 1979年：土木工学科を開設
- 1981年：測量工学科を開設
- 1985年：情報測量工学科を開設
- 1987年：測量実習場を岩見沢市から歌志内市に変更
- 1991年：測量工学科・情報測量工学科にコース制を導入
- 1993年：情報測量工学科を廃止
- 1993年：札幌理工学院専門学校に校名変更。2号館・材料実験棟等を設置
- 1995年：3号館を設置
- 1997年：開校25周年記念行事「江別市民への感謝の集い」開催
- 1998年：中国哈爾浜工程高等専門学校と「教育・科学技術交流協定」の調印
- 1999年：測量科・製図科を廃止
- 1999年：札幌理工学院に校名変更
- 2013年：廃校

## キャンパス
- 1号館
  - 1階：校長室・事務局・図書室（1教室程度）、写真図化室など
  - 2階：職員室・就職相談室など
  - 3階：教室・製図科実習教室
  - 4階：教室・コンピュータ室
- 2号館
  - 1階：製図室など
  - 2 - 4階：教室
- 3号館
  - 1階：学生会館
  - 2 - 3階：教室
  - 4階：教室・学生自習室

1号館（本館）、2号館、3号館がありそれぞれ連絡通路で繋がっていた。
- 実習別棟
  - 1階：教室・スクライプ室
  - 2階：製図室
- 材料実験棟
  - 1階：実験室・器材室など
- 学生教職員食堂棟

この他に、構内には、測量実習ゾーン、バスケットボールが出来るプレーゾーンがあり、自家用車で通学する学生のために学生用の駐車場も完備されていた。

## 学生生活
- 毎年6月と7月に1週間ずつ測量実習という合宿実習が歌志内市神威岳スキー場にて行われていた。
- 毎年10月にソフトボール大会が行われていた。

## 学科
- 建築学部
  - 建築工学科 建築コース
  - 建築工学科 デザインコース
- 土木学部
  - 土木工学科
- 測量工学部
  - 測量工学科

## 学校関係者

### 校長・学院長
校長・学院長は常時在任しておらず、実質上、副校長・副学院長が運営していた。
- 北海道測量専門学校時代
  - 鏑木政岐（1973年 - 1974年）
  - 片江栄（1974年 - 1977年）
  - 原田準平（1977年 - 1987年）
  - 鳥居栄一郎（1987年 - 1992年）
  - 上條勝久（1992年 - 1993年）
- 札幌理工学院専門学校時代
  - 上條勝久（1993年 - 1999年）
- 札幌理工学院時代
  - 上條勝久（1999年 - 2000年）
  - 上條勝也（2000年 - 2013年）

### 副校長・副学院長
- 北海道測量専門学校・札幌理工学院専門学校時代
  - 武田要吉（1973年 - 1979年）
  - 鳥居栄一郎（1979年 - 1987年）
  - 前田一男（1987年 - 1989年）
  - 印部英一（1989年 - 1999年）
- 札幌理工学院時代
  - 小島忠和（1999年 - 2013年）

### その他
- 堂垣内尚弘（元道知事、顧問）

### 教員
- 奥岡茂雄 - 美術史学者、元北海道立近代美術館副館長
- 北川圭子 - 工学者、アントニ・ガウディ関連書籍の著者
- 太田和美 - 測量技術者
- 佐々木哲之 - 建築家
- 武田雅子 - 製図技術者
- 藤井栄一 - 測量技術者
- 山口甲 - 工学者、北海道開発局元局長
- 横濱茂之 - 建築学者

研究者教員よりも、実務家教員（測量会社役員・土木会社役員等）や周辺大学の兼任教員が多かった。

## 就職実績
毎年、国家公務員Ⅲ種試験に数名合格し、北海道開発局や北海道庁に入局・入庁していた。一般企業は、主に地元の中堅企業（測量会社・地図製作会社・土木会社）が多く、札幌の企業に毎年卒業生の半数が就職していた。

## その他
- 入学者は、北海道岩見沢農業高等学校などの農業高校や、北海道苫小牧工業高等学校などの工業高校のほか、普通科の北海道網走向陽高等学校・北海道静内高等学校からも入学していた。また、地元の北海道江別高等学校や北海道野幌高等学校からも一定数入学していた。
- 1974年に発足した同窓会は、1980年には北友会と改称し、道内各地に支部を置いていた。

## アクセス
- ジェイ・アール北海道バス空知線、夕鉄バス「札幌理工学院前」下車[注 1]